# 联合国安全理事会第2375号决议
联合国安全理事会第2375号决议是联合国安全理事会于2017年9月11日一致通过的一项决议。该决议针对朝鲜民主主义人民共和国于2017年9月3日宣布的核试验，确定了一系列对其进行的个人、实体的經濟制裁和商业制裁。

## 背景
2017年9月3日，北韓宣布在豐溪里核試驗場进行了一次核试验，并称其为氢弹试爆。世界多国予以强烈谴责，美国等国要求联合国安理会召开紧急会议讨论朝鲜问题，朝鲜半岛情势十分紧张。不久，美国驻联合国代表团便拟定了一份决议草案分发給安理会各成员国，并希望在9月11日星期一表决。
但由于中俄兩方反对全面禁运石油、允许强制拦截朝鲜货船等举措，俄罗斯更扬言将否决这份草案初稿。美国最终妥协，将决议草案制裁的强度降低。

## 内容摘要
- 对朝鲜石油制品的供应和出口限制在每年200万桶
- 禁止朝鲜出口纺织品、液化天然气等
- 禁止外国雇佣朝鲜劳工等[6]

## 反应
- 中国：外交部发言人耿爽：「中方赞同联合国安理会针对朝鲜第六次核试验作出进一步的反应，采取必要的举措。同时，我们希望安理会成员在充分协商的基础上达成共识，对外发出团结一致的声音。安理会作出的反应和采取的举措应有助于实现半岛无核化，有助于维护半岛和平稳定，有助于推动以和平方式政治解决有关问题。」[7]
- 日本：首相安倍晋三12日在官邸就联合国安理会通过新的对朝制裁决议向媒体表示：“对格外严厉的制裁决议迅速获得全会一致通过给予高度评价。国际社会团结起来展现了明确的态度。”对于朝鲜，安倍强调称“重要的是施加前所未有的高压令其改变政策”。[8]
- ：朝鲜13日发表外务省公报，严厉谴责并全面驳斥第2375号决议，称其试图以经济封锁方式剥夺朝鲜自卫权，是严重的挑衅，美国主导的这一制裁决议是非法的，朝鲜必将坚持核武这一正确道路，与美国实现力量平衡，在捍卫生存权的同时维护地区和平与安全。[9]